# Мокрецы настоящие
Мокрецы настоящие (лат. Culicoides) — род мокрецов из подсемейства Ceratopogoninae.

## Внешнее строение

### Имаго
Длина тела имаго 1,0—2,5 мм. Ротовые органы самок приспособлены для прокалывания тканей. Нижняя губа превращена в хоботок, который примерно равен длине головы. Гипофаринкс имеет срединную продольную бороздку, по которой в процессе питания выделяется слюна. На внутреннем крае мандибул расположен ряд зубов, который используется для разрыва кожи. Ротовые органы самцов обычно реруцированы и не используются для питания кровью. Усики состоят из 15 члениковов. Второй членик (скапус) увеличен и в нём находится Джонстонов орган. На члениках усиков имеются сенсорные ямки. Виды, которые питаются преимущественно кровью млекопитающих имеют меньше сенсорных ямок, чем у питающихся на птицах. У самцов усики перистые. Глаза могут соприкасаться или быть разделены лобной полоской. Крылья прозрачные или с темным пятнистым рисунком, покрыты микротрихиями.

### Личинки
Длина личинок около 4—5 мм. Голова, как правило, бесцветная со слабым желтоватым оттенком, иногда тёмно-коричневая. Усики короткие. Глаза состоят из двух долей. Внутренний край верхних челюстей с выемкой. Личинки способны плавать в воде.

## Биология
Преимагинальные стадии развиваются в разнообразных местообитаниях, но обычно связаны с небольшими водоёмами или очень переувлажнёнными биотопами. Они встречаются в илу или гниющем субстрате по краям болот, прудов, ручьев и рек и др. Так же их можно встретить в навозе, грибах, сок из ран на деревьях, фитотельматах, погибших кактусах, норах крабов, родники, солончаках и мангровых лесах. Имаго обоих полов питаются нектаром растений. Для развития яиц самками необходима кровь позвоночных. После питания кровью в течение нескольких дней происходит развитие яиц. Являются переносчиками ряда вирусов, гемоспоридии, сибирской язвы заболеваний и филяриатозов.

## Классификация
В мировой фауне насчитывается 1399 видов и более 30 подродов, которые встречаются во всех регионах мира, но отсутствуют в Новой Зеландии (включая 1347 современных видов, а также 52 ископаемых).

### Список подродов
- Amossovia Glukhova, 1989
- Anilomyia Vargas, 1960
- Avaritia Fox, 1955
- Beltranmyia Vargas, 1953
- Cotocripus Brethes, 1912
- Culicoides Latreille, 1809
- Diphaomyia Vargas, 1960
- Drymodesmyia Vargas, 1960
- Fastus Liu, in Yu et al. 2005
- Glaphiromyia Vargas, 1960
- Groganomyia Szadziewski and Dominiak, 2019
- Haemophoructus Macfie, 1925
- Haematomyidium Goeldi, 1905
- Hoffmania Fox, 1948
- Jilinocoides Chu, 1983
- Macfiella Fox, 1955
- Marksomyia Bellis and Dyce, 2011
- Mataemyia Vargas, 1960
- Meijerehelea Wirth and Hubert, 1961
- Monoculicoides Khalaf, 1954
- Nullicella Lee, 1982
- Oecacta Poey, 1853
- Pontoculicoides Remm, in Remm and Zhogolev 1968
- Psychophaena Philippi, 1865
- Remmia Glukhova, 1977
- Selfia Khalaf, 1954
- Sensiculicoides Shevchenko, 1977
- Silvaticulicoides Glukhova, 1977
- Sinocoides Chu, 1983
- Synhelea Kieffer, 1925
- Trithecoides Wirth and Hubert, 1959
- Tokunagahelea Dyce and Meiswinkel, 1995
- Wirthomyia Vargas, 1973

## Палеонтология
Древнейшие ископаемые представители рода найдены в бирманском янтаре (99 млн лет).